# Арно Каменіш
Арно Каменіш (нім. Arno Camenisch; 1 лютого 1978 року в гірському швейцарському селі Таваназа кантону Граубюнден) — швейцарський письменник, пише літературною німецькою та ретороманською мовами (сурсільванським діалектом).

## Життя і твори
Арно Каменіш виріс у гірській Таваназі. Навчався в учительському інституті в місті Кур. З 2004 до 2007 року жив у Мадриді. Навчався у Швейцарському літературному інституті в місті Біль у кантоні Берн, де понині мешкає. Член ансамблю художньої декламації «Берн понад усе» (Bern ist überall).
Каменіш пише прозу, поезію та п'єси. Автор тринадцяти прозових книг. Серед них ґраубюнденська трилогія, до якої входять три книжки прози: «Сец Нер/Sez Ner» (2009), «Позаду вокзалу/Hinter dem Bahnhof» (2010), «Усе допито/Ustrinkata» (2012). Його книги перекладені понад двадцятьма мовами. За свою прозу Арно Каменіш отримав чимало нагород, серед яких літературна премія імені Фрідріха Шиллера (за роман «Сец Нер»), літературна премія міста Берн (за роман «Позаду вокзалу»), Швейцарська книжкова премія (за роман «Усе допито»).
Арно Каменіш бере участь в численних літературних фестивалях, їздить зі своїми літературними читаннями-перформенсами по всьому світі. 
Найвідоміший роман «Сец Нер» про життя в гірському альпійському селі й на швейцарській полонині коло підніжжя гори Сец Нер написаний німецькою та ретороманською мовами.
Ґраубюнденська трилогія Арно Каменіша вийшла українською в 2020 році у "Видавництві 21" в перекладі Люби-Параскевії Стринадюк.